# Vallensbæk
 Ikke at forveksle med Vallensbæk Landsby.
Vallensbæk er en bydel i Storkøbenhavn med 17.724 indbyggere  (2025) beliggende ved Køge Bugt Strandpark 16 kilometer sydvest fra Rådhuspladsen. Vallensbæk grænser op til Ishøj og Taastrup i vest, Brøndbyvester i øst og Glostrup og Albertslund i nord. Kommunen er centralt beliggende på Vestegnen med skoler, døgninstitutioner, fitness, tennis, golf, ridning, vandskiklub, strandpark, indkøbsfaciliteter, og offentlige transportmidler som S-tog og bus.
Kommunen er meget langstrakt og forskelligartet: Mod syd ligger selve bydelskernen af Vallensbæk med strand, S-tog, stationscenter og moderne boligbyggeri. I midten er der landsby med kirke fra middelalderen og en nyere kirke, Helligtrekongers Kirke, indviet i 2012. Mod nord findes ensartede villakvarterer.

## Historie
- 3000 f.Kr.: Stenalderbønder slår sig ned i området
- 1184: Vallensbæk ses i optegnelser benævnt som Wollensbech. Det blev i 1317 ændret til Vallensbæck.
- 1658-59: Under svenskekrigene blev næsten hele byen raseret (mange af gårdene har gennem tiden tilhørt Kongen eller magtfulde folk i hovedstaden). Gårdene blev drevet af fæstebønder).
- 1786-88: I forbindelse med landboreformerne sker udskiftningen af jordene, og de bliver selvejede.
- 1840: Den første skole i Vallensbæk bliver opført. Og bliver afløst af "den gamle skole" i 1920 på Bygaden 47-49. Vallensbæk skole blev færdig i 1955, og den var indtil 1966 byens eneste skole. Skolen gennemgik i 2005 en større ombygning og renovering.
- 1867: Første bibliotek i Vallensbæk åbner.
- 1935: Gl. Køge Landevej indvies, som den kendes i dag. I midten af 1800-tallet blev vejen forsøgt nedlagt, fordi hovedfærdslen gik igennem Taastrup.
- 1952: Vallensbæk fik sit eget byvåben. Det er lavet af Kgl. Våbenmaler Aage Wulff, der har taget udgangspunkt i byens beliggenhed med vådområder, fugleliv og Store Vejleå, der gennemskærer kommunen og har givet navn til byen. Vallensbæk betyder Sletten med bækken.
- 1972: Køgebugtbanen får endestation i Vallensbæk.

## Uddannelse i Vallensbæk
Bydelen har fire skoler; Pilehaveskolen (Vallensbæk Nordmark), Vallensbæk skole (Landsbyen) og Egholmskolen (Stranden). 
Desuden Kirkebækskolen, Gymnasievej 37 i Vallensbæk der er en specialskole for børn med udviklingshandicap. Skolen hed oprindeligt Skolen på Taxvej og lå i Bagsværd. Det daværende Københavns Amt kunne i 2001 tage den nybyggede skole i brug. Da amterne blev nedlagt i 2007 overtog Vallensbæk Kommune skolen og driftsansvaret. Kirkebækskolen er opkaldt efter Birgit Kirkebæk, der var skolens første skoleinspektør.

## Kultur og attraktioner
- Vallensbæk Kultur- og Borgerhus
- Vallensbæk Kirke
- Vallensbæk Golf
- Vallensbæk Havn

## Vallensbæk Sogn anno 1778
Vallensbæk Sogn i Smørum Herred, Københavns Amt, Sjællands Stift. Dertil hører Vallensbæk, 14 hele gårde, 2 halve gårde, 34 huse.
Kirken er af salig etatsråd Nissen sat i meget smuk stand.
Præste- og degneboligen følger uden betaling og afgifter mand efter mand.
Af Glostrup og Vallensbæk kirkers indkomster underholdes bestandig 10 fattige drenge og piger, som nyder ugentligt 3 mark til deres 15. år.
Her ligger bemeldte salig etatsråd Nissen og hans frue i et dertil af ham indrettet begravelse.